# Ахмад-Сара (Решт)
Ахмад-Сара (перс. احمدسرا) — село в Ірані, у дегестані Белесбене, у бахші Кучесфаган, шагрестані Решт остану Ґілян. За даними перепису 2006 року, його населення становило 47 осіб, що проживали у складі 13 сімей.

## Клімат
Середня річна температура становить 15,70 °C, середня максимальна – 29,29 °C, а середня мінімальна – 2,51 °C. Середня річна кількість опадів – 1117 мм.
| Клімат поселення                              | Клімат поселення | Клімат поселення | Клімат поселення | Клімат поселення | Клімат поселення | Клімат поселення | Клімат поселення | Клімат поселення | Клімат поселення | Клімат поселення | Клімат поселення | Клімат поселення | Клімат поселення |
| Показник                                      | Січ.             | Лют.             | Бер.             | Квіт.            | Трав.            | Черв.            | Лип.             | Серп.            | Вер.             | Жовт.            | Лист.            | Груд.            |                  |
| Середній максимум, °C                         | 11,34            | 11,01            | 12,61            | 17,25            | 22,13            | 26,63            | 29,29            | 29,28            | 26,63            | 22,08            | 17,46            | 13,33            |                  |
| Середня температура, °C                       | 7,09             | 6,77             | 8,36             | 13,02            | 17,89            | 22,38            | 25,09            | 25,10            | 22,46            | 17,90            | 13,27            | 9,15             |                  |
| Середній мінімум, °C                          | 2,84             | 2,51             | 4,11             | 8,77             | 13,64            | 18,13            | 20,93            | 20,91            | 18,26            | 13,71            | 9,08             | 4,98             |                  |
| Норма опадів, мм                              | 87               | 77               | 77               | 41               | 46               | 41               | 34               | 59               | 142              | 243              | 154              | 116              |                  |
| Середньомісячна швидкість вітру, м/с          | 2.40             | 2.50             | 2.50             | 2.36             | 2.34             | 2.64             | 2.64             | 2.28             | 2.16             | 2.00             | 2.10             | 2.30             |                  |
| Середньомісячна сонячна радіація, кДж/м²·день | 7504             | 9493             | 11446            | 15176            | 19152            | 21036            | 21294            | 18199            | 14747            | 10940            | 8924             | 7097             |                  |
| --------------------------------------------- | ---------------- | ---------------- | ---------------- | ---------------- | ---------------- | ---------------- | ---------------- | ---------------- | ---------------- | ---------------- | ---------------- | ---------------- | ---------------- |
| Джерело:                                      |                  |                  |                  |                  |                  |                  |                  |                  |                  |                  |                  |                  |                  |